# Fabio Cardia
Fabio Cardia de Carvalho, conhecido artisticamente como Fabio Cardia (São Paulo, 10 de Maio de 1970), é um músico, compositor, multi-instrumentista, maestro, diretor artístico e roteirista brasileiro. Também é especialista em Comunicação e Educação e, mestre em Comunicação e Semiótica.

## Biografia

### Carreira
Fabio Cardia é multi-instrumentista, estudou violão, flauta, contrabaixo, piano, arranjo e composição. Formado em Publicidade e Propaganda pela Escola Superior de Propaganda e Marketing (1993), é mestre em Comunicação e Semiótica pela PUC/SP (2005) e pós-graduado em Física e Filosofia pela Universidade Livre de Bruxelas (2000) e em Comunicação e Educação pela Universidade Anhembi Morumbi (1996). Com citações nos jornais The New York Times (EUA) e The Times (Inglaterra), teve seus trabalhos apresentados em mais de 10 países (Inglaterra, Bélgica, Alemanha, Estados Unidos, Israel, entre outros) sendo que, no Brasil, além de ser premiado com o Troféu APCA ganhou também o SATED, AÇORIANOS, SHARP, dentre outros.

### Trabalhos
Entre seus trabalhos mais recentes estão as trilhas sonoras da série e do longa metragem homônimo Todas as Manhãs do Mundo, de Lawrence Wahba (20th Century Fox e NATGEO), das séries Câmera Selvagem, (FOX e NATGEO) e Tô de Férias  (SONY e SBT), do longa metragem Dignité (REPT e PHANTON FILMS), e dos premiados curtas metragem Natural Born Climber, Desconforto, Solaris e Oniro. 
Além disso, criou as trilhas sonoras para os curtas O outro (de Daniel Salaroli) e Aspectos do Alto Xingu (Maria Teresa Denser), para o longa O filme que nunca existiu e para o documentário Vera Cruz - Imagens e História do Cinema Brasileiro (Sergio Martinelli). Durante os anos 90, Fabio Cardia co-produziu a trilha sonora da série infantil Mundo da Lua, exibida pela TV Cultura e TV Globo. No mercado fonográfico atua como produtor de discos, já tendo participado da gravação de mais de 80 álbuns nos mais variados estilos que variam de Marina Lima, Cazuza, 
Leoni, Fábio Júnior, Amelinha, Mara Maravilha até Renato Martins (Cirque du Soleil), Angélica, Cláudio Goldman (POP) e Daniel Talbkin (vanguarda).
Na área de dança é reconhecido por trilhas sonoras e roteiros para grandes companhias como Anacã, Balé da Cidade de São Paulo, Cisne Negro Companhia de Dança, Balé Teatro Guaíra, Ballet Teatro Castro Alves, entre outras. Seus espetáculos foram apresentados em eventos nacionais e internacionais como "Festival de Joinville", "Festival de Inverno de Campos do Jordão e Confort em Dança", "Mercosul Cultural", "Joyce Theater" (Broadway - EUA), "Essen Festival" (Alemanha) e, "Bienal de Lion" (França). A experiência em dança proporcionou a Fabio Cardia a oportunidade de trabalhar com alguns dos mais importantes coreógrafos do país comoRoseli Rodriguez, Ivonice Satie, Tíndaro Silvano, Ricardo Scheir, Renato Vieira e o parceiro de 30 espetáculos Mário Nascimento. Com esse último, fundou a  Cia Mario Nascimento (Cia MN) em Belo Horizonte, onde é diretor musical residente. 
Para teatro compôs as trilhas sonoras de "Vamos mudar o mundo", "Vitória", "A boiadeira", "Cantigas de roda", "O auto da compadecida", dentre outras peças profissionais. 
Em 2019 foi diretor musical e responsável pelos arranjos do musical "Merlin e Arthur, Um sonho de liberdade" - ao som de Raul Seixas.

## Obras

### Longas Metragens
Trilha sonora original
- - 2002 Vera Cruz - Imagens e História do Cinema brasileiro
  - 2001 O filme que nunca existiu
  - 2015 Dignité
  - 2016 Todas as Manhãs do Mundo - O Filme
  - 2018 Amigo Arrigo

### Séries
Trilha sonora original
- - 2001 Formiguinhas - série de animação
  - 2004 Mata atlântica
  - 2015 Todas as Manhãs do Mundo
  - 2016 Câmera Selvagem
  - 2017 Tô de Férias

### WebSéries
Trilha sonora original
- - 2019 Entrelinhas – Histórias em Movimento [6]
  - 2019 Inspirado pela natureza [7]
  - 2019 Nascentes do Mucuri [8]

### Curtas Metragens
Trilha sonora original
- - O outro
  - Natural Born Climber
  - Aspectos do Alto Xingu
  - Desconforto
  - Solaris
  - Oniro

### Musical
Direção musical e Arranjos
- - Merlin e Arthur, Um sonho de liberdade - ao som de Raul Seixas [9]

### Teatro
Direção musical e Trilha Sonora Original
- - Lisístrata
  - Cantigas de Roda
  - Bodas de Sangue
  - Vamos mudar o mundo
  - Vitória
  - O homem que queria ser cão
  - O auto da compadecida

### Dança
Direção musical e Trilha Sonora Original
- - 1991 Balé das Águas - Luciana Canalonga
  - 1992 Concerto solo para instrumentos e 3 Bailarinos - Canvas
  - 1992 Três Desejos e um perdido - Canvas
  - 1993 Cio da Terra	- Balé da Cidade SJRP
  - 1993 Triballis - Canvas
  - 1994 P.A.X. - Municipal de Coronel Fabriciano
  - 1994 O Muro - Cia Mario Nascimento
  - 1994 Exílio - Verônica Balé
  - 1994 Terra de Bonecos - Canvas
  - 1994 Panico! - Cia Mario Nascimento
  - 1995 7 x S.E.T.E. - Cisne Negro Companhia de Dança
  - 1996 Pacatauê - Ricardo Sheier
  - 1996 Paixão e Fúria - Balé da Cidade SJRP
  - 1996 Arena - Mário Nascimento/Sandro Borelli
  - 1997 Pangea - BT Castro Alves
  - 1997 Dois perdidos numa noite escura - Mário Nascimento/Sandro Borelli
  - 1997 Tambores da Meia Noite - Balé da Cidade SJRP
  - 1998 Arerê - Balé da Cidade SJRP
  - 1998 Escapada - Cia Mario Nascimento
  - 1998 Como nós - Cia. DRUW
  - 1999 Como nossos nós - Cia. DRUW
  - 1999 Fantasia do Agreste - TanzDance
  - 1999 Segundo Sopro - BT Guaíra
  - 1999 Elo - Cia. Lenita Rushell
  - 1999 A Bicha - Tanzhausz
  - 1999 Sala de Espera - Soraia
  - 1999 Interface - Cia. Lina Penteado
  - 1999 OM -	Balé Municipal Caxias Sul
  - 2000 Vem Dançar – a Cartilha da Dança - Cisne Negro Companhia de Dança
  - 2000 Paradox - BT Casto Alves
  - 2000 Diga-me  que hora são - Vacilou Dançou
  - 2001 Um Q	Cia. - Lina Penteado
  - 2001 Novos ventos - Raça Cia de Dança
  - 2001 Fantasia do Agreste (releitura) - Gaia Cia. de Dança
  - 2001 Caminho da Seda - Raça Cia de Dança
  - 2002 Em caso de. (Fabio Cardia / Tom Zé) - Cisne Negro Companhia de Dança
  - 2002 Sobre a Despalavra - Cia. Renato Vieira
  - 2002 A Redoma - Cia. Isadora Duncan
  - 2003 Memória do Corpo - Cia. Renato Vieira
  - 2003 Escambo - Cia Mario Nascimento
  - 2004 Back to Bach - Cia. Lina Penteado
  - 2004 Corpos numa Metrópole - Cisne Negro Companhia de Dança
  - 2004 Adaptação Ópera do Malandro - Cia. Isadora Dincan
  - 2004 Tabacaria - Grupo Gestus
  - 2004 Quatro - Camaleão Cia. de Dança
  - 2005 O rebento - Cia Mario Nascimento
  - 2005 Dos Ritmos ao Caos - Cia Mario Nascimento
  - 2005 A viagem de Quixote - Cisne Negro Companhia de Dança
  - 2006 Constanze - Balé da Cidade de São Paulo
  - 2006 Onde está o Norte? - Balé da Cidade de São Paulo
  - 2007 Lúdico - Cia. DRUW
  - 2007 O rebento - nova montagem - Cia Mario Nascimento
  - 2008 Os Faladores - Cia Mario Nascimento
  - 2008 Cartas Brasileiras (Fabio Cardia / Roseli Rodrigues) Raça Cia de Dança
  - 2010 Tourada com Fantasmas Cia Mario Nascimento
  - 2010 Escapada 2010 - Cia Mario Nascimento
  - 2011 Girassóis - Cia. DRUW
  - 2011 Enamorados - Balé Municipal de Teresina
  - 2011 Território Nú - Cia Mario Nascimento
  - 2012 O sol que nasce seu - Balé da Cidade de SJRP
  - 2012 Gala (Joinville) - Ricardo Scheir
  - 2013 A lenda das Cataratas - Cia. Nicole Vanone
  - 2013 Nômade - Cia Mario Nascimento
  - 2013 Principiar - ANACÃ
  - 2014 O grito suspenso - Cia. SESC MG
  - 2015 ZHU - Cia Mario Nascimento
  - 2015 Eu por detrás de mim - Cia. Diadema
  - 2016 Garrafa enforcada - Cia Mario Nascimento
  - 2016 Konglomerade - Divina Dança
  - 2017 O eu do qual somos parte - Cia. SESC MG
  - 2018 Espera - Cia Mario Nascimento